# Sigmundsherberg
Sigmundsherberg – gmina targowa w Austrii, w kraju związkowym Dolna Austria, w powiecie Horn, w regionie Waldviertel. Liczy 1 678 mieszkańców (1 stycznia 2014).

## Muzeum
Działa tu Muzeum Kolei w Sigmundsherberg.

## Współpraca
Miejscowość partnerska:
- Berndorf, Dolna Austria